# Jan P. Syse
Jan Peder Syseⓘ (ur. 25 listopada 1930 w Nøtterøy, zm. 17 września 1997 w Oslo) – norweski polityk, działacz Partii Konserwatywnej, w latach 1989–1990 premier Norwegii.

## Życiorys
W 1949 zdał egzamin maturalny, a w 1957 ukończył na Uniwersytecie w Oslo studia prawnicze (ze stopniem cand.jur.), był przewodniczącym organizacji studenckich. Do 1980 pracował głównie w przedsiębiorstwie przemysłu morskiego Wilh. Wilhelmsen, zajmując również stanowiska kierownicze. Zaangażował się również w działalność polityczną w ramach partii konserwatywnej, w której pełnił szereg funkcji kierowniczych, zaś w latach 1988–1991 stał na czele tego ugrupowania. W latach 1965–1973 był zastępcą poselskim. Następnie w 1973 uzyskał mandat deputowanego do Stortingu, który utrzymywał w pięciu kolejnych wyborach i sprawował nieprzerwanie do 1997.
W latach 1970–1971 pełnił funkcję sekretarza stanu w Ministerstwie Sprawiedliwości w gabinecie Pera Bortena. Od września 1983 do października 1985 sprawował urząd ministra przemysłu w rządzie, którym kierował Kåre Willoch. Po wyborach w 1989 od 16 października tegoż roku kierował norweskim rządem współtworzonym przez chadeków i centrystów, który upadł w listopadzie 1990 po wyjściu z koalicji ostatniej z tych partii.